# أكل الشارع

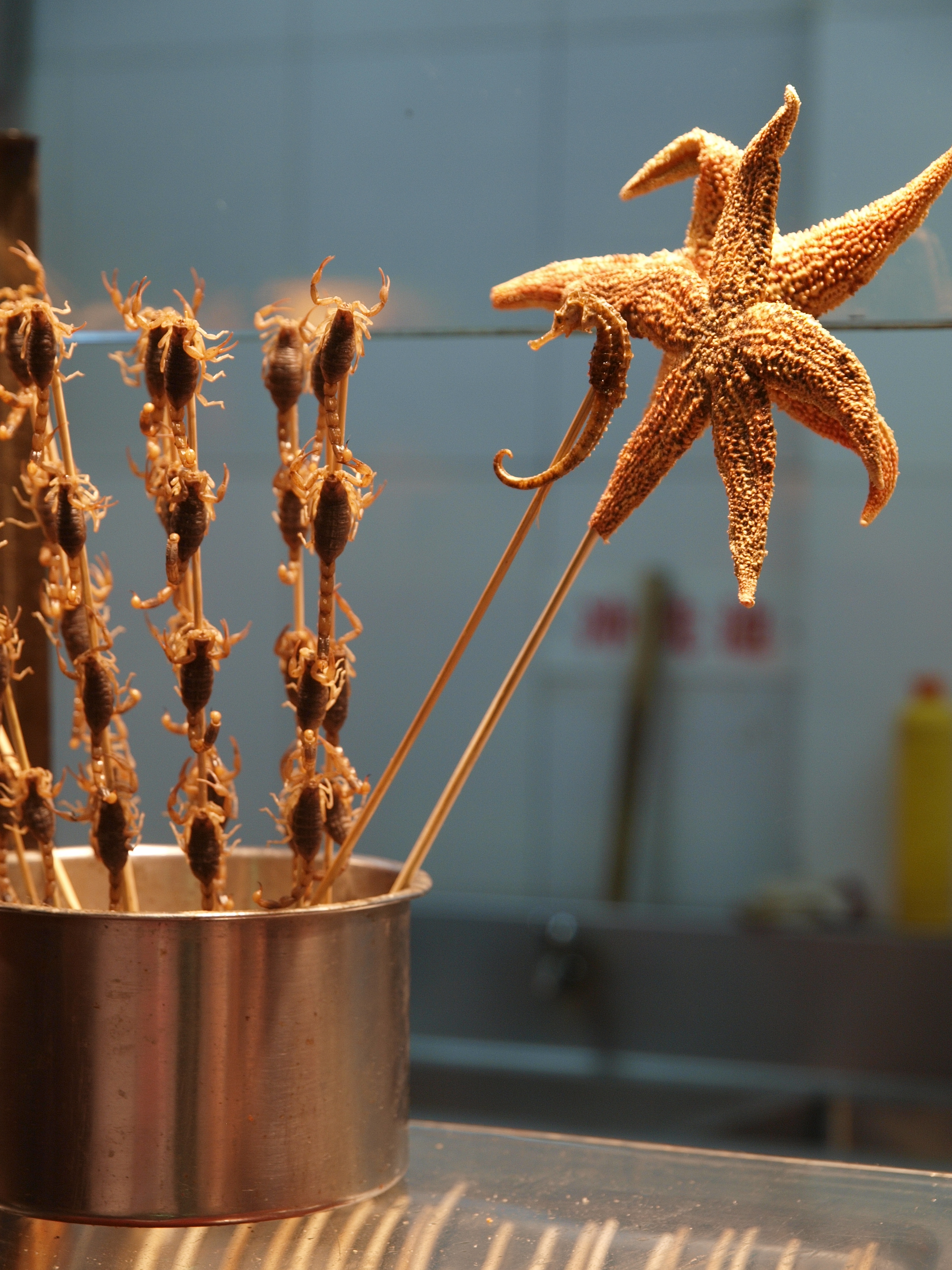
طعام الشارع في الصين: كباب (لحم مشوي على أسياخ) لنجم البحر، فرس البحر وعقارب.

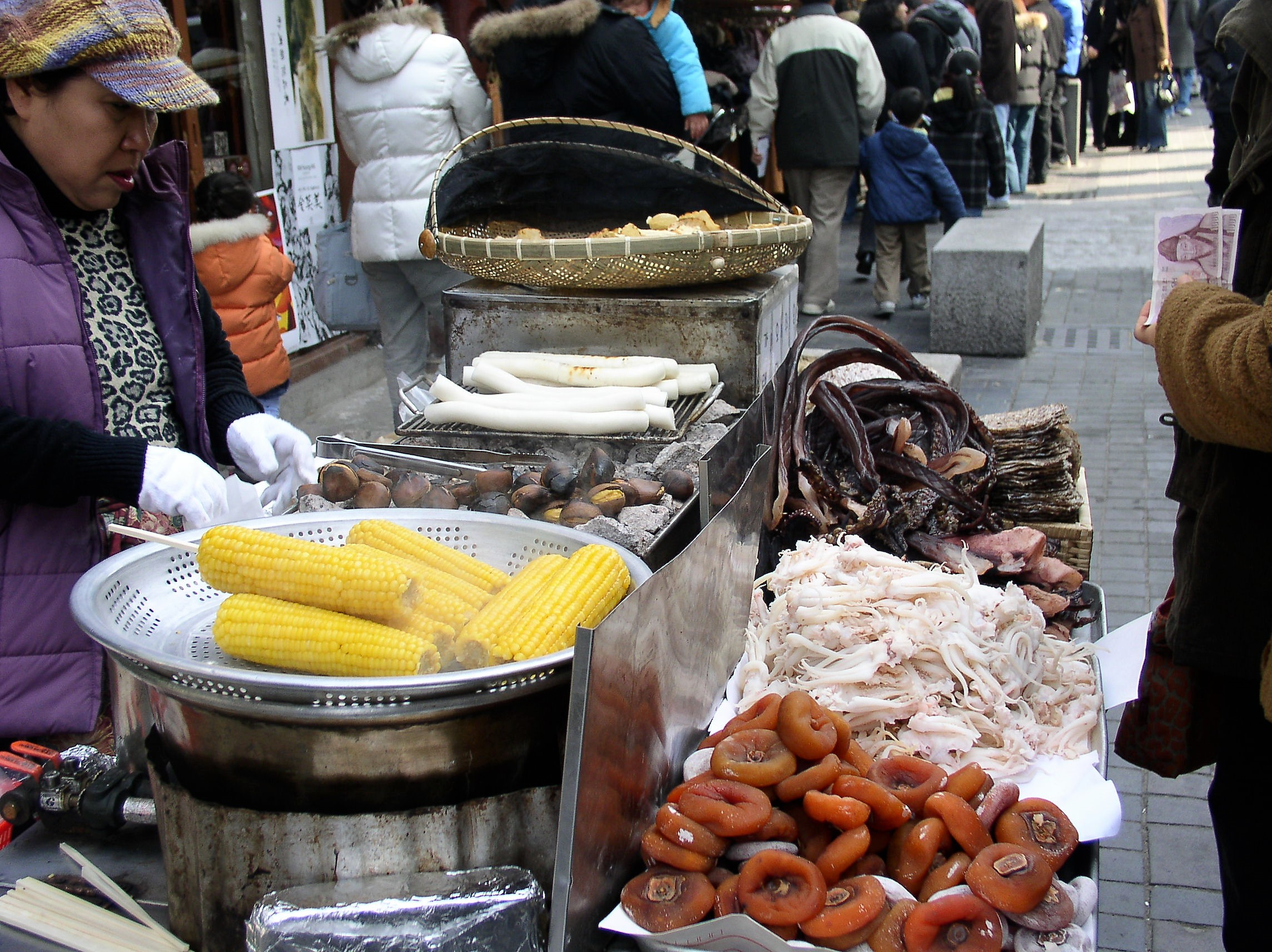
كشك طعام في سول، كوريا الجنوبية يبيع الذرة، كستناء مشويّة، تاك (كعكة أرز بيضاء)، كاكا مجففة، حبار، سكويد، أخطبوط وسمكة المبرد

طعام الشارع أو الطعام المحضّر في الشوارع، هو عبارة عن غذاء أو وجبات أو مشروبات تُباع في الشارع أو في الأماكن العامة كالأسواق والمعارض من قبل الباعة المتجولين أو من خلال أكشاك مخصصة، أو على عربات أو من خلال مركبات خاصة. بعض الأطعمة التي تباع في الشوارع تكون أطعمة شعبية أو إقليمية وبعضها يكون من خارج المنطقة. معظم الأطعمة التي تحضر وتباع في الشوارع تندرج تحت فئتي الأطعمة التي تؤكل باليد والوجبات السريعة، وتكون رخيصة أو معتدلة الثمن مقارنة بوجبات المطاعم. حسب دراسة أجرتها منظمة الأغذية والزراعة عام 2007 تبيّن أن حوالي 2.5 مليار شخص في العالم يتناولون أغذية الشوارع يومياً. اليوم، قد يشتري الناس الطعام من الشارع لأسباب مختلفة كالحصول على المأكولات بأسعار معقولة أو الحصول على طعام لذيذ وبنكهات مختلفة أو للاستمتاع بجلسات مع الأصدقاء أو لتجريب الأطعمة التابعة لإثنيات أخرى أو لمجرد الحنين للماضي.

## تاريخ
يُعد طعام الشارع ظاهرة قديمة تعود جذورها إلى الحضارات الأولى. ففي اليونان القديمة، كان السمك المقلي الصغير يُباع كطعام شارع، وقد أشار الفيلسوف ثاوفرسطس إلى وجود مخصصات لهذا النوع من الطعام منخفض التكلفة. كما كشفت الحفريات الأثرية في مدينة بومبي عن وجود عدد كبير من باعة طعام الشارع، مما يدل على انتشار هذه الظاهرة في الحياة اليومية.
في روما القديمة، كان طعام الشارع يُستهلك على نطاق واسع، خصوصًا بين الفقراء الذين كانوا يعيشون في مساكن تفتقر إلى الأفران أو مواقد الطهي. وكان حساء الحمص من الوجبات الشائعة، إلى جانب الخبز ومعجون الحبوب. أما في الصين القديمة، فكان طعام الشارع يُعدّ في الغالب للطبقات الفقيرة، على الرغم من أن الأثرياء كانوا يرسلون خدمهم لشراء هذه الأطعمة من الباعة المتجولين.
وفي أواخر القرن الرابع عشر، وصفت رحّالة فلورنسية مشاهد في القاهرة حيث كان الناس يتجولون في الشوارع وهم يتناولون وجبات من كباب لحم الضأن، والأرز، والفواكه، يحصلون عليها من الباعة المتجولين. وخلال عصر النهضة في تركيا، كان باعة الطعام المتجولون يعرضون أطباقًا ساخنة مثل الدجاج ولحم الضأن المشوي عند مفترقات الطرق. وتُعد الدولة العثمانية من أوائل الدول التي شرعت في تنظيم معايير طعام الشارع، حيث أصدرت أولى هذه التشريعات في عام 1502.

## الانتشار

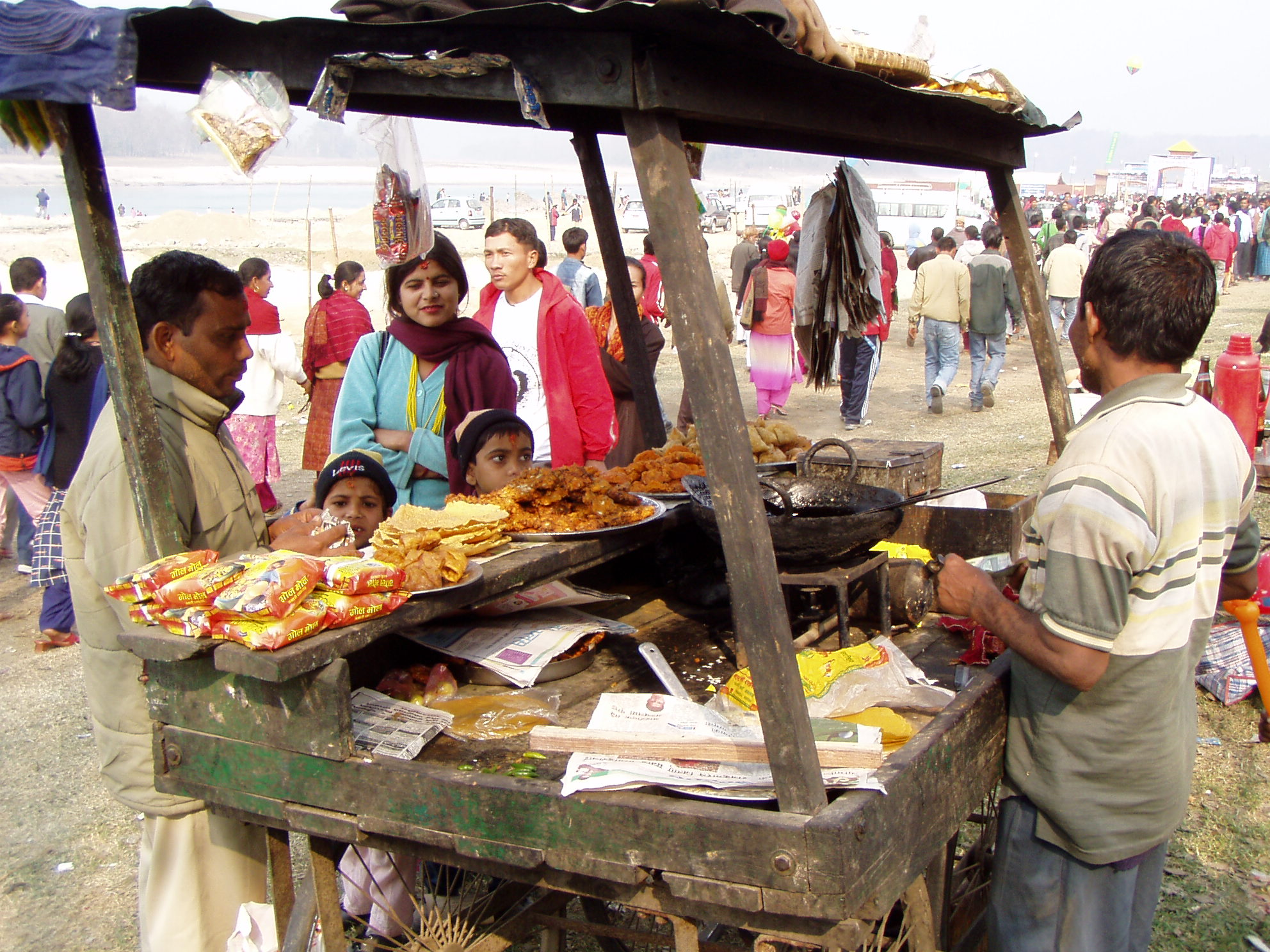
بائع متجول بالشارع يبيع وجبات خفيفة النيبال

ينتشر طعام الشارع في مختلف أنحاء العالم، غير أن أنواعه ومكوناته تختلف باختلاف الثقافات والمناطق الجغرافية. ففي فيتنام، يُوصف طعام الشارع بأنه طازج وخفيف مقارنةً بغيره من مطابخ المنطقة، ويعتمد بشكل أساسي على الأعشاب الطازجة، الفلفل الحار، والليمون. أما في تايلاند، فيتميّز طعام الشارع بنكهات قوية وحارّة، ويُستخدم فيه معجون الروبيان وصلصة السمك على نطاق واسع.
وفي مدينة نيويورك، يشمل طعام الشارع أصنافًا مثل الهوت دوغ، بالإضافة إلى أطعمة مستوحاة من مطابخ الشرق الأوسط والبحر الكاريبي، مثل الفلافل، والدجاج الجامايكي، والفطائر البلجيكية. أما في هاواي، فيتكوّن طعام الشارع من أطباق تقليدية تُقدَّم عادةً في وجبة الغداء، وتشمل الأرز، والمعكرونة، والسلطات، واللحوم، وهي مستوحاة من طبق البينتو الياباني الذي جلبه المهاجرون اليابانيون إلى هاواي في أثناء عملهم في مزارعها. وفي الدنمارك، تُوفّر عربات النقانق للمارة خيارات سريعة من الوجبات، من بينها النقانق والهوت دوغ، والتي تُعدّ من أشهر الأطعمة السريعة في البلاد.

## الثقافة
تؤدي الاختلافات الثقافية، والاجتماعية، والتاريخية دورًا بارزًا في تشكيل أنماط بيع وتشغيل عربات أو أكشاك طعام الشارع في مختلف مناطق العالم. فعلى سبيل المثال، رغم أن عدد النساء البائعات المتجولات في بنغلاديش محدود، فإن النساء يشكّلن نسبة كبيرة من العاملين في تجارة طعام الشارع في دول مثل نيجيريا وتايلاند.
وتشير الباحثة دورين فرنانديز إلى أن المواقف الثقافية اتجاه الطعام في الفلبين تسهم في انتشار طعام الشارع، حيث لا يُنظر إلى تناول الطعام في الهواء الطلق، سواء في الأسواق أو الساحات أو الشوارع، على أنه يتعارض مع تناول الطعام في المنزل. وتضيف أن غياب الغرف المخصصة للطعام في البيوت الفلبينية يعزز من تقبّل هذه الظاهرة ضمن الثقافة المحلية.

وفي عام 2002، صنّفت شركة كوكا كولا كلاً من الصين، والهند، ونيجيريا ضمن أكثر الأسواق نموًا في مجال طعام الشارع. وقد شملت استراتيجياتها التوسعية في هذه الأسواق تدريب الباعة المتجولين وتزويدهم بالوسائل اللازمة لبيع منتجات الشركة.

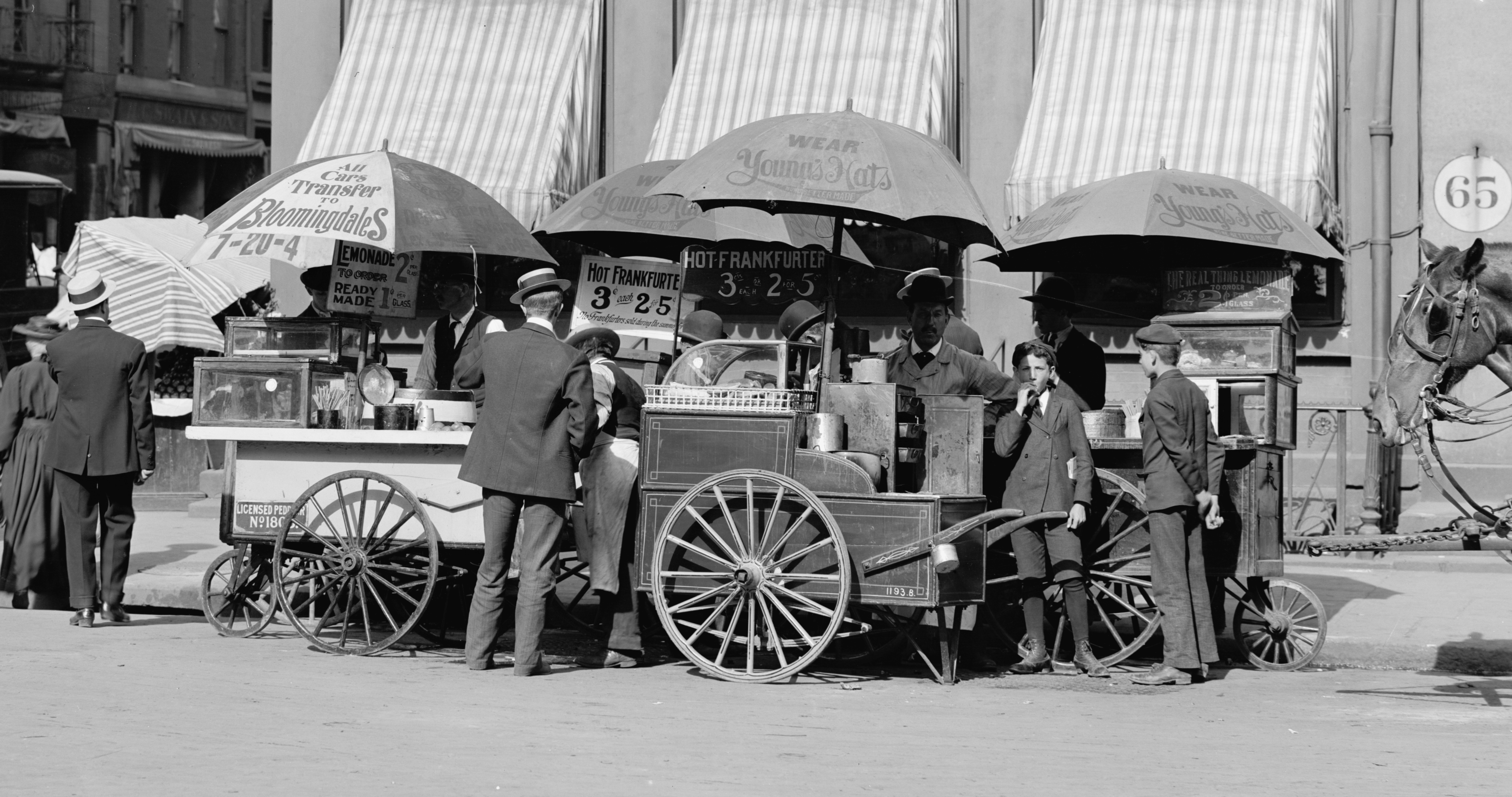
تواجد بائعي طعام الشارع في نيويورك عبر وقت طويل من ترايخها، مثل هذه الصورة حوالي سنة 1906، حيث ساهم في نمو المدينة السريعة

## الصحة والسلامة

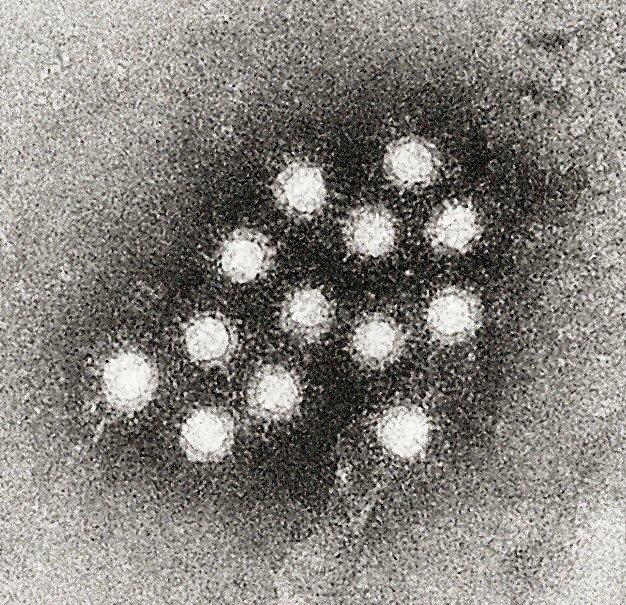
التهاب الكبد الوبائي أ يمكن أن ينتشر من خلال تعامل مع أغدية ملوثة.

على الرغم من المخاوف بشأن التلوث من الأطعمة التي تحضّر وتُباع في الشوارع، تبيّن الدراسات أن معدلات التلوث تماثل نظيراتها في المطاعم. في بدايات القرن الرابع عشر، بدأ المسؤولون الحكوميون الإشراف على بائعة الأغذية في الشوارع.  مع تزايد وتيرة العولمة والسياحة أصبحت سلامة الأغذية التي تباع في الشوارع إحدى الاهتمامات الرئيسية للصحة العمومية ومحط تركيز الحكومات والعلماء لزيادة الوعي العام. في المملكة المتحدة، توفر وكالة معايير الأغذية توجيهات شاملة لسلامة الغذاء للباعة والتجار وتجار التجزئة الذين يعملون في مجال أطعمة الشوارع.
من الطرق الأخرى الفعالة في تعزيز سلامة أطعمة الشوارع إنشاء برامج التفتيش الخفي ومن خلال برامج تدريب للباعة، ومن خلال سن القوانين والتشريعات وبرامج الفحص الفني. عام 2002، في دراسة قامت بها منظمة الصحة العالمية، أظهرت عينات أخذت من 511 عينة من أطعمة الشوارع في غانا أن معظم الميكروبات كانت ضمن الحدود المقبولة، كما أظهرت دراسة أخرى شملت 15 عينة من أطعمة الشوارع في كالكتا أنها كانت عبارة عن «أطعمة متوازنة غذائياً» وتوفر حوالي 200 كيلو كالوري من الطاقة لكل روبية من ثمن الوجبة.
على الرغم من معرفة عوامل الخطر، فإن الضرر الفعلي على صحة المستهلكين لم يثبت تماماً. بسبب صعوبة تتبع الحالات وعدم وجود أنظمة للإبلاغ عن الأمراض، فإن الدراسات التي يمكن أن تبثت وجود صلات فعلية بين استهلاك أطعمة الشوارع والأمراض المنقولة عن طريق الأغذية لا تزال قليلة جداً وغير كافية. ثمة اهتمام ضعيف بعادات المستهلكين الغذائية وسلوكهم ومستوى الوعي لديهم. كما تهمل بعض الثقافات حقيقة أن الأصول الاجتماعية والجغرافية تحدد إلى حد كبير مدى تكيّف المستهلكين الفسيولوجية ورد فعلهم نحو الأطعمة سواء الملوثة أو السليمة.
في أواخر عقد 1990، أشارت الأمم المتحدة ومنظمات أخرى بأن باعة الأطعمة المتجولين لا يستخدمون طرقاً ملائمة بالقدر الكافي لإيصال الأغذية للمستهلكين، وفي عام 2007 أوصت منظمة الأغذية والزراعة بمراعاة إضافة عناصر غذائية ومكملات غذائية للأطعمة التي تحضّر ويُشاع تناولها في الشوارع في ثقافات معينة.

## معرض الصور

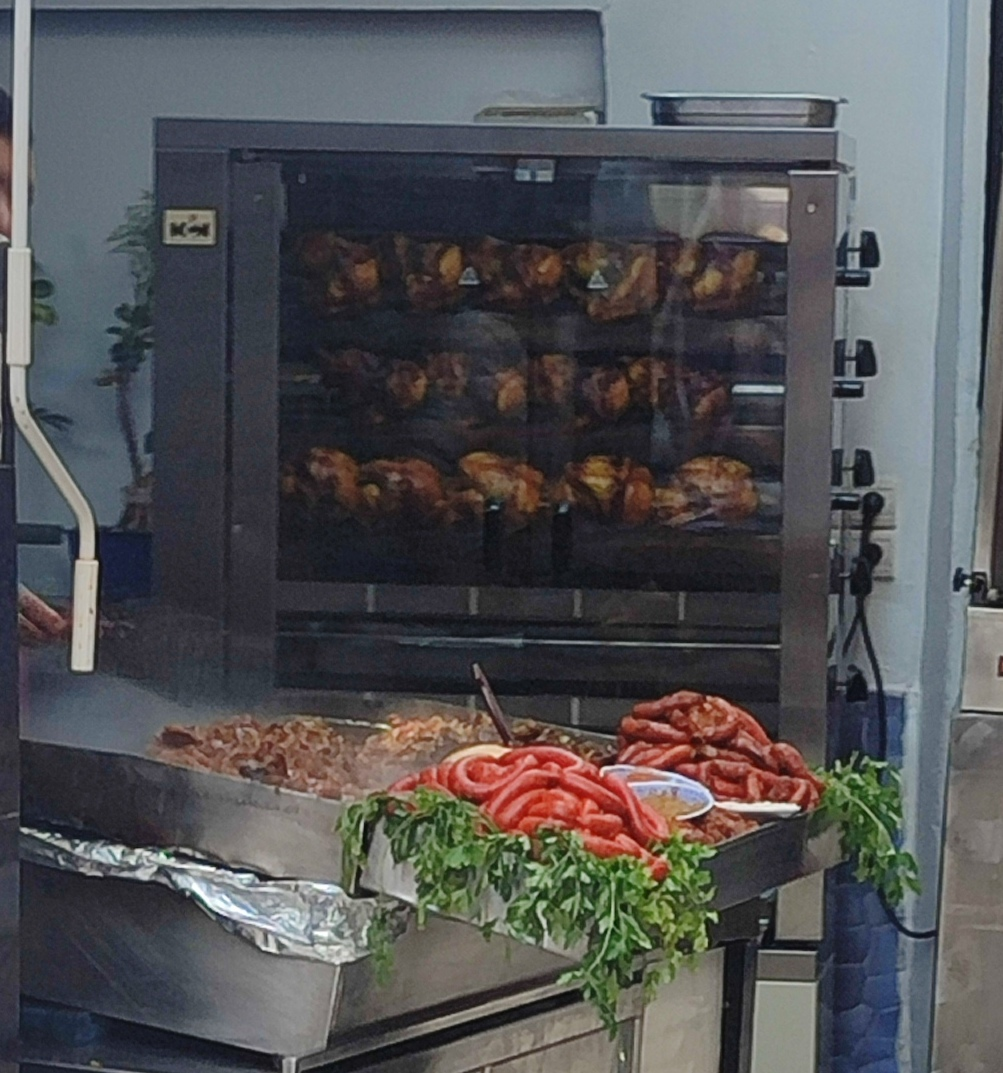
لحوم محضرة في الشارع بالرباط
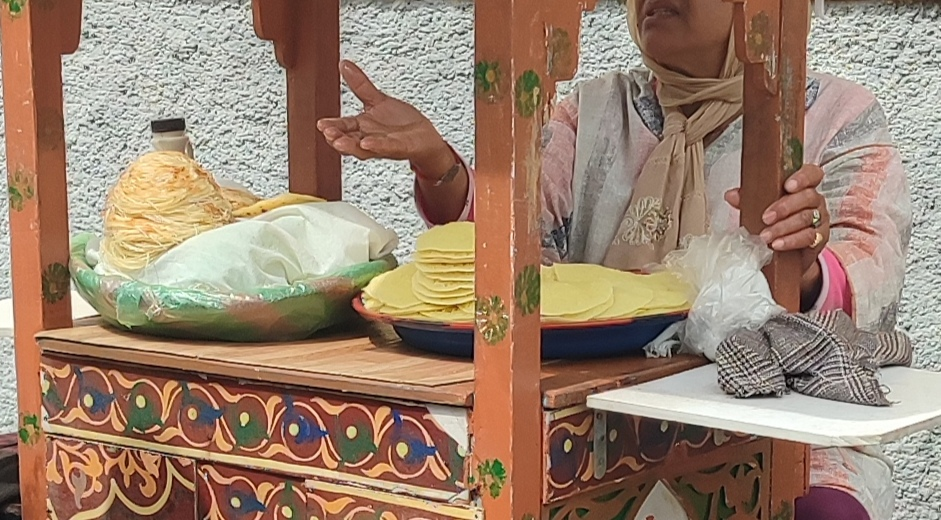
بيع الفطائر في الشارع بالرباط
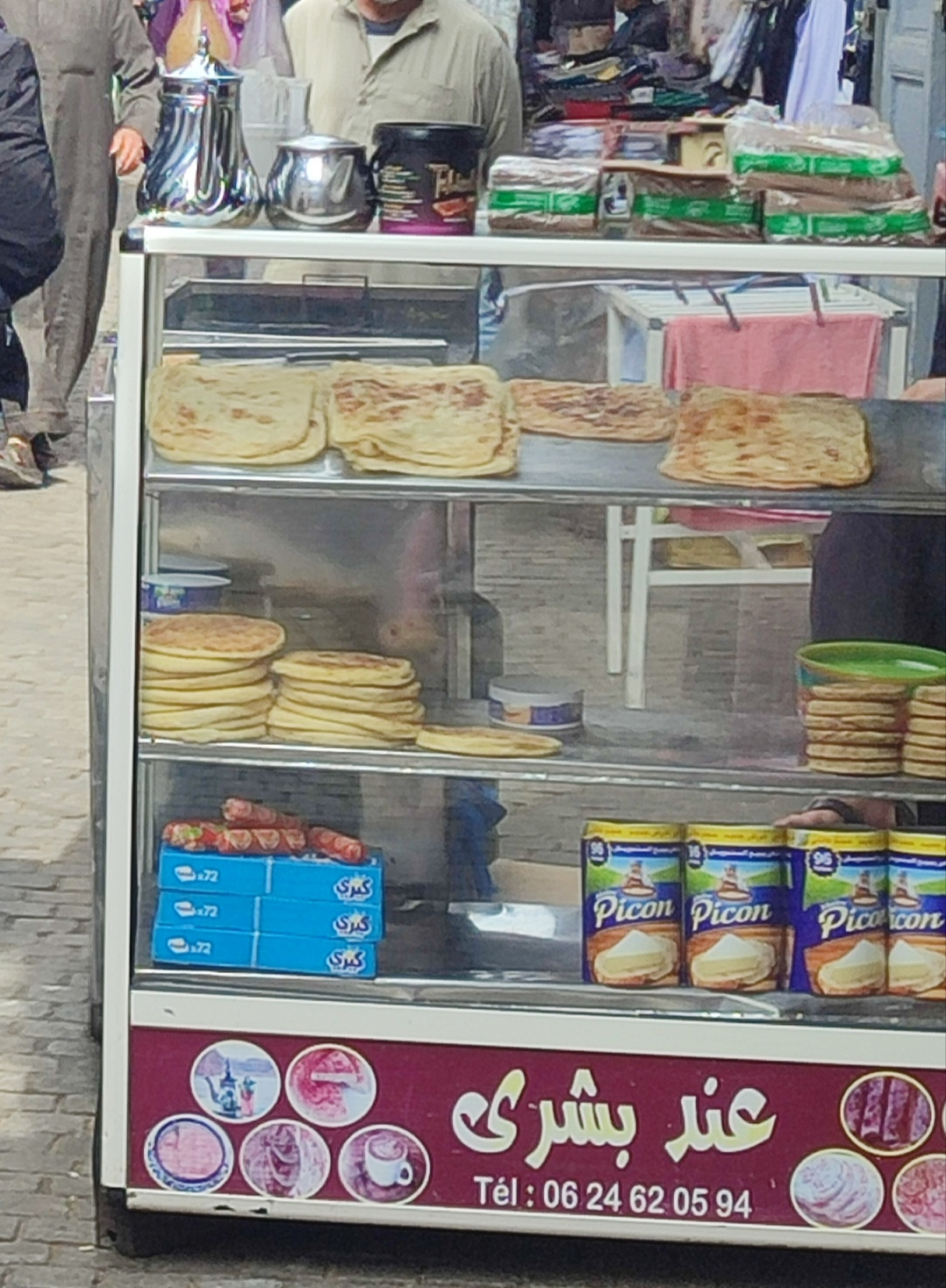
بيع الفطائر بالشارع بالرباط
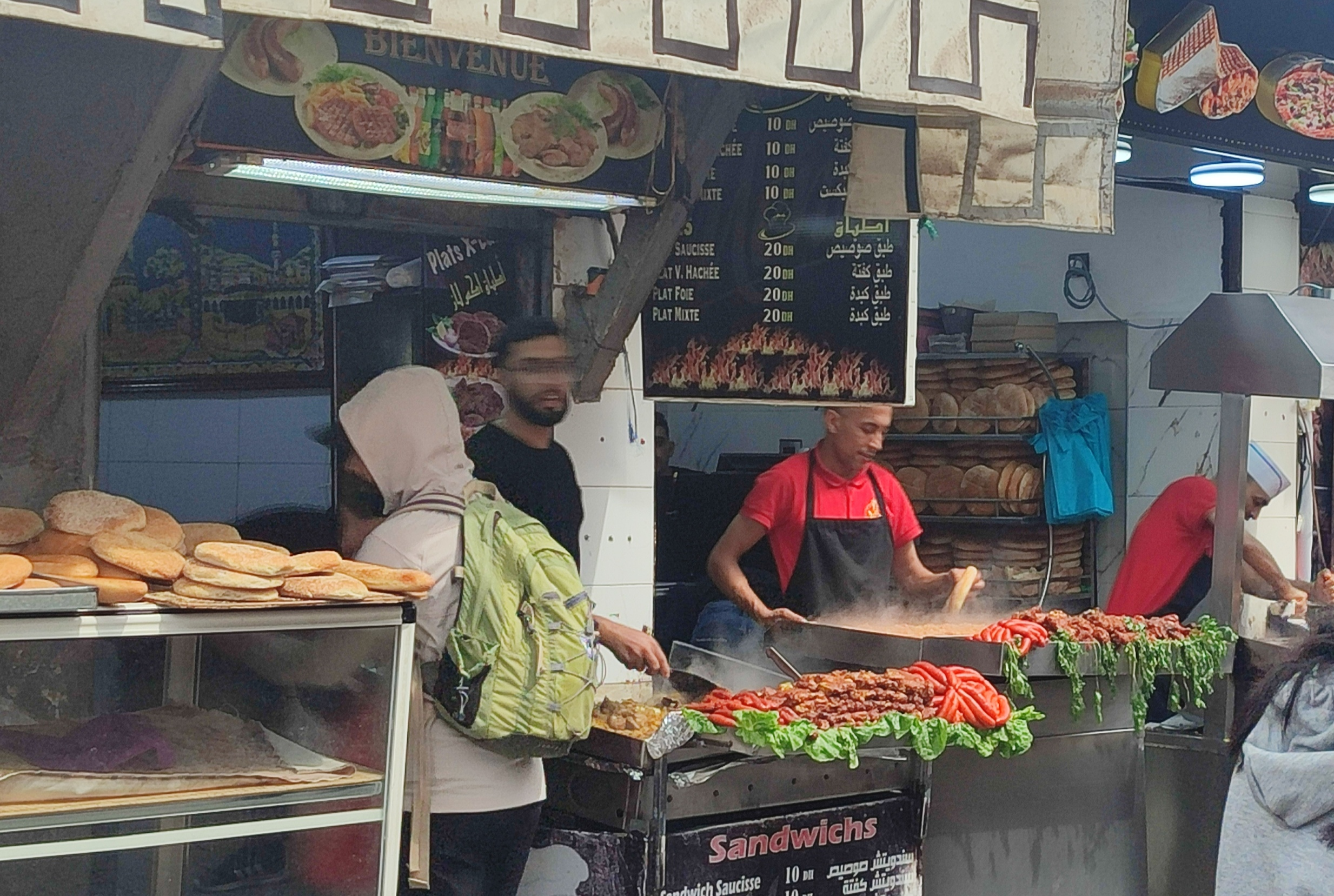
أكل الشارع بالمدينة العتيقة للرباط
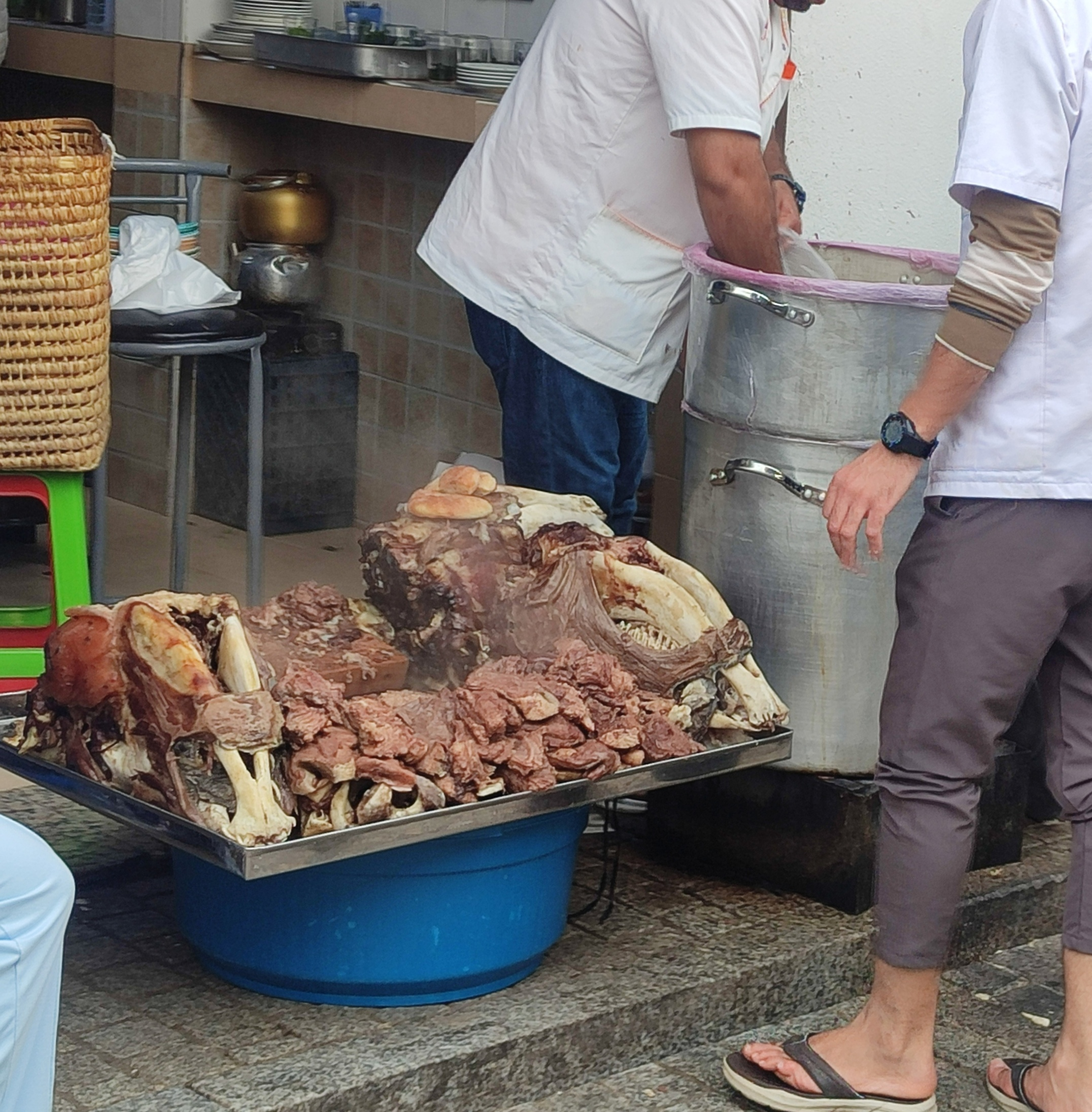
بيع لحم الرأس بالشارع بالرباط